# Sandra Valero
Sandra Valero, née le 20 août 2011 à Valence (Espagne), est une chanteuse espagnole.
Elle représente l'Espagne au Concours Eurovision de la chanson junior 2023 à Nice, en France.

## Carrière musicale
Sandra née le 20 août 2011 à Valence (Espagne) d’un père valencien et d’une mère marocaine originaire de Ouarzazate. Elle grandit dans une famille de musicien et son engouement pour la musique se fait ressentir depuis son plus jeune âge.
À l’âge de 5 ans, elle chantait et dansait déjà durant les concerts de son père à la grande admiration du public, ceci n’étant que le début d’une grande carrière pour son jeune âge. Sandra prit part en 2020 au télé-crochet Idol auquel elle termina demi-finaliste.
En 2022, Sandra participa à la version espagnole de The Voice Kids (La Voz) et intégra l’équipe de la chanteuse Aitana. L’année suivante, Sandra est sélectionnée par la RTVE (télévision nationale espagnole) pour représenter son pays au concours Eurovision Junior à Nice (France).
Le 12 octobre 2023, la chaîne officielle de l’Eurovision Junior dévoile la tant-attendue chanson représentant l’Espagne « LOVIU », succès garanti, Sandra, accompagnée de ses quatre danseurs et danseuses, termineront à la deuxième place, derrière la France, représentée par Zoé et sa chanson « Cœur ».
Sandra aura donc obtenu le deuxième meilleur résultat de l’Espagne au concours depuis 2004 à la victoire de María-Isabel avec « Antes Muerta Que Sencilla ». Ce résultat aura donc permis, après le refus de la France d’organiser à nouveau, à l’Espagne d’organiser la 22e édition de l’Eurovision Junior, le premier événement du concours Eurovision en Espagne depuis les années 60 quand le pays était encore une dictature.
La même année est dévoilée sa chanson « Como Malefica », un titre écrit et composé par son oncle, Victor, également mélomane, qui traite de la liberté et de l’épanouissement personnel à travers la musique.
En 2024 sort deux titres écrits et composés également par son oncle « Nana de Sol y Luna » et « Mi Pequeña Tierra Prometida »
Sandra fait également partie de la comédie musicale du Roi Lion, celle-ci représentant le personnage de Nala.

## Discographie

### Singles
- 2021 : Y Digo Eh
- 2022 : Invierno en Mi Ciudad
- 2023 : Como Maléfica
- 2023 : LOVIU
- 2024 : Nana de Sol y Luna
- 2024 : Mi Pequeña Tierra Prometida

## Émissions de télévision
- 2022 : La Voz Kids
- 2023 : Concours Eurovision de la chanson junior